# Église Saint-Pierre-aux-Liens d'Épisy
Pour les articles homonymes, voir Église Saint-Pierre-aux-Liens.
L’église Saint-Pierre-aux-Liens, ou simplement église Saint-Pierre, est un édifice religieux catholique situé dans la commune de Moret-Loing-et-Orvanne à Épisy.

## Situation et accès
L’édifice est situé entre la Grande Rue et la rue des Marronniers au centre du village. Plus largement, il se trouve dans le département de Seine-et-Marne, en région Île-de-France.

## Statut patrimonial et juridique
L’église a fait l’objet d’une inscription au titre des monuments historiques par arrêté du 28 mai 1926, en tant que propriété de la commune.